# Weitersbach
Weitersbach település Németországban, Rajna-vidék-Pfalz tartományban. Lakosainak száma 82 fő (2023. december 31.).

## Népesség
A település népességének változása:
| Lakosok száma | 97   | 88   | 93   | 90   | 87   | 82   |
|               | 1975 | 2017 | 2019 | 2021 | 2022 | 2023 |